# Коша
Коша (санскрит: कोश), обикновено тълкувано като „обвивка“, е една от петте обвивки на Атман, или „Себе-то“ според Ведантическата философия.
Оформени стадии:
„Според системата на Коша в Йогическата философия, по същество човешкото съществуване съдържа физически и психологически аспекти, които фунционират като една холистична система. Системата на Коша се отнася до тези различни аспекти, като слоеве на субективната опитност. Слоевете варират от плътното физическо тяло до по-фините нива на емоции, разум и дух. Психологията се отнася до емоционалните, менталните и духовните аспекти на нашето съществуване. Заедно, всички тези аспекти правят нашата субективна опитност бидейки живи.“
Петте обвивки са описани в четиринадесет строфи от Атмабодха. Те са:
1. Аннамайа коша, храна-видима-обвивка
2. Пранамайа коша, въздух-видима-обвивка
3. Маномайа коша, разум-характер-видима-обвивка
4. Виджнанамайа коша, мъдрост-видима-обвивка (Виджнана)
5. Анандамайа коша, блаженство-видима-обвивка (Ананда)

|  | Тази страница частично или изцяло представлява превод на страницата Kosha в Уикипедия на английски. Оригиналният текст, както и този превод, са защитени от Лиценза „Криейтив Комънс – Признание – Споделяне на споделеното“, а за съдържание, създадено преди юни 2009 година – от Лиценза за свободна документация на ГНУ. Прегледайте историята на редакциите на оригиналната страница, както и на преводната страница, за да видите списъка на съавторите. ВАЖНО: Този шаблон се отнася единствено до авторските права върху съдържанието на статията. Добавянето му не отменя изискването да се посочват конкретни източници на твърденията, които да бъдат благонадеждни. |